# Balon na vrući zrak
Balon na vrući zrak izumili su Joseph Michel i Jacques Étienne Montgolfier u Francuskoj 1783. godine.
Prvi uspješan let u slobodnom balonu ostvarili su Jean-François Pilâtre de Rozier i Marquis d'Arlandes 21. studenog 1783. godine. Poletjevši iz vrta dvorca La Muette kod Pariza, dosegli su visinu od gotovo 1.000 m, letjeli su iznad grada otprilike 25 minuta, prešavši udaljenost od 12 km.
Prvi ženski aeronaut bila je Marie Elisabeth Thible, francuska operna pjevačica koja se 4. srpnja 1784. godine uzdigla u Montgolfierovom balonu iznad Lyona.
Baloni na vrući zrak se i danas uobičajeno koriste kao slobodni baloni, dakle baloni koji nemaju izravno upravljanje smjerom leta, već smjer leta određuje vjetar.

## Termografija
Termografija pri napuhivanju balona.